# Marolterode
Marolterode är en kommun och ort i Unstrut-Hainich-Kreis i förbundslandet Thüringen i Tyskland.
Kommunen ingår i förvaltningsgemenskapen Nottertal-Heilinger Höhen tillsammans med kommunerna Körner och Nottertal-Heilinger Höhen.